# Waimanalo Beach
Waimanalo Beach és una concentració de població designada pel cens dels Estats Units a l'estat de Hawaii. Segons el cens del 2000 tenia 4.271 habitants.

## Demografia
Segons el cens del 2000, Waimanalo Beach tenia 4.271 habitants, 1.006 habitatges, i 848 famílies La densitat de població era de 1010,47 habitants per km².
Dels 1.006 habitatges en un 28,7% hi vivien nens de menys de 18 anys, en un 51,4% hi vivien parelles casades, en un 23,2% dones solteres, i en un 15,7% no eren unitats familiars. En el 8,9% dels habitatges hi vivien persones soles el 2,7% de les quals corresponia a persones de 65 anys o més que vivien soles. El nombre mitjà de persones vivint en cada habitatge era de 4,25 i el nombre mitjà de persones que vivien en cada família era de 4,50.
Per edats la població es repartia de la següent manera: un 26,7% tenia menys de 18 anys, un 10,3% entre 18 i 24, un 28,9% entre 25 i 44, un 22,5% de 45 a 64 i un 11,6% 65 anys o més.
L'edat mediana era de 35,3 anys. Per cada 100 dones hi havia 97,55 homes. Per cada 100 dones de 18 o més anys hi havia 92,67 homes.
La renda mediana per habitatge era de 55.781 $ i la renda mediana per família de 57.281 $. Els homes tenien una renda mediana de 35.074 $ mentre que les dones 25.440 $. La renda per capita de la població era de 16.089 $. Aproximadament el 5,5% de les famílies i el 8,5% de la població estaven per davall del llindar de pobresa.

## Poblacions més properes
El següent diagrama mostra les poblacions més properes.